# Charles Seeger
Charles Seeger   (Ciutat de Mèxic, 14 de desembre de 1886 - Bridgewater, 7 de febrer de 1979) fou un musicòleg, compositor, professor i folklorista estatunidenc nascut a Mèxic. Va ser el pare dels cantants populars estatunidencs Pete Seeger (1919-2014), Peggy Seeger (n. 1935) i Mike Seeger (1933–2009); i germà del poeta de la Primera Guerra Mundial Alan Seeger (1888–1916).
Seeger va néixer a Ciutat de Mèxic, a Mèxic, dels pares estatunidencs Elsie Simmons (nascut Adams) i Charles Louis Seeger. Durant la dècada de 1890, la família va viure a Staten Island (Nova York). Seeger es va graduar a la Universitat Harvard el 1908, després va estudiar a Colònia, (Alemanya) i va dirigir amb l' Opera de Colònia. En descobrir una deficiència auditiva, va abandonar Europa per ocupar un lloc de professor de música a la Universitat de Califòrnia a Berkeley, on va exercir la docència de 1912 a 1916 abans de ser destituït per la seva oposició pública a l'entrada dels Estats Units a la Primera Guerra Mundial. El seu germà Alan Seegerfou assassinat en acció el 4 de juliol de 1916, mentre feia de membre de la Legió Estrangera Francesa. Charles Seeger va ensenyar a Juilliard (originalment a l'Institut d'Art Musical) de Nova York de 1921 a 1933 i a la "New School for Social Research" de 1931 a 1935.
Entre els molts interessos específics de Seeger hi havia l'escriptura descriptiva i la música descriptiva i, la definició de què s'entén per estil de cantar.
Juntament amb el compositor Henry Cowell, l'etnomusicoleg George Herzog, Helen Heffron Roberts i Dorothy Lawton de la Biblioteca Pública de Nova York, Seeger fou membre fundador de la "American Society for Comparative Musicology" el 1933, l'organització matriu de la "American Library of Musicology" (ALM). Seeger va preveure l'ALM de curta durada com a editor de recursos relacionats amb la música, però va deixar d'existir cap al 1936.
El 1936, va estar a Washington, DC, treballant com a assessor tècnic de la Unitat de Música de la Divisió d'Habilitats Especials de l'Administració de re assentament (més tard rebatejada amb el nom de "Farm Security Administration"). De 1957 a 1961, va exercir a la Universitat de Califòrnia, a Los Angeles. Del 1961 al 1971 va ser professor d'investigació a l'Institut d'Etnomusicologia de la UCLA. El 1949–50 va ser professor visitant de la teoria de la música a l' Escola de Música de la Universitat Yale. De 1935 a 1953 va ocupar càrrecs en el govern federal d'administració del restabliment, Obres Projectes Administració (WPA), i Pan American Union, inclosa la seva administració per al "Federal Music Project" del WPA, per al qual també va treballar la seva dona, de 1938 a 1940.
Seeger va morir el 7 de febrer de 1979 a Bridgewater, Connecticut. Va ser enterrat al cementiri de Springfield a Springfield, Massachusetts juntament amb la seva segona esposa.

## Família
La seva primera esposa fou Constance de Clyver Edson, violinista i professora clàssica; es van divorciar el 1927. Van tenir tres fills, Carles III (1912–2002), que era astrònom, John (1914–2010), educador, i Pete (1919-2014), cantant folk.
La seva segona esposa, i alumne de composició, va ser la compositora i música Ruth Crawford Seeger (neta Ruth Porter Crawford); amb Ruth, va tenir quatre fills Mike Seeger (1933–2009), Peggy Seeger (n. 1935), i dues altres filles, Barbara i Penny Seeger. El seu net, Anthony Seeger (b. 1945), és un antropòleg i professor d'etnomusicologia a la Universitat de Califòrnia a Los Angeles.